# Championnat d'Afrique des nations féminin de handball 2024
Navigation
Sénégal 2022 Tunisie 2026
La 26e édition du Championnat d'Afrique féminin de handball, se déroule du 27 novembre au 7 décembre 2024 à Kinshasa en République démocratique du Congo. Organisée par la Confédération africaine de handball (CAHB), elle met aux prises les meilleures équipes nationales africaines féminines de handball.
L'Angola remporte son 16e titre (le 13e lors des 14 dernières éditions) en s'imposant nettement 27-18 en finale face au Sénégal,. La Tunisie complète le podium aux dépens de l'Égypte. Les quatre équipes sont qualifiées pour le championnat du monde 2025.

## Modalités
Le championnat change de formule avec 12 équipes réparties en deux poules de six où seules les quatre premières nations de chaque groupe rejoindront la phase finale à partir des quart-de-finale.
Le tournoi sert également de qualification pour le championnat du monde 2025 puisque les quatre premières équipes s'y qualifient.

### Équipes qualifiées
Les 12 équipes qualifiées sont :
| - Algérie - Angola - Cameroun - Cap-Vert | - Congo - RD Congo (hôte) - Égypte - Guinée | - Kenya - Ouganda - Sénégal - Tunisie |

### Tirage au sort
Le tirage au sort de la compétition a eu lieu le 19 septembre 2024 à Kinshasa,

## Phase de groupes
- Qualifié pour les quarts de finale.
- Reversé dans les matchs de classement pour la 9e place.
- T : Tenant du titre.
- PO : Pays organisateur.

### Groupe A
|   | Équipe   | Pts | J | G | N | P | Bp  | Bc  | Diff | Dép |
| - | -------- | --- | - | - | - | - | --- | --- | ---- | --- |
| 1 | Congo    | 8   | 5 | 4 | 0 | 1 | 134 | 102 | 32   | +4  |
| 2 | Égypte   | 8   | 5 | 4 | 0 | 1 | 143 | 104 | 39   | -1  |
| 3 | Sénégal  | 8   | 5 | 4 | 0 | 1 | 137 | 88  | 49   | -1  |
| 4 | Algérie  | 4   | 5 | 2 | 0 | 3 | 103 | 103 | 0    | /   |
| 5 | Cap-Vert | 2   | 5 | 1 | 0 | 4 | 117 | 135 | -18  | /   |
| 6 | Kenya    | 0   | 5 | 0 | 0 | 5 | 84  | 186 | -102 | /   |

| 27 novembre 2024 8h00 | Sénégal | 39 – 9   | Kenya     | Gymnase 1 du Stade des Martyrs, Kinshasa |
| 27 novembre 2024 8h00 | Sagna 8 | (22 – 3) | Muyekho 5 | Gymnase 1 du Stade des Martyrs, Kinshasa |
| 27 novembre 2024 8h00 | ×2 ×1   |          | ×7        | Gymnase 1 du Stade des Martyrs, Kinshasa |

| 27 novembre 2024 10h00 | Algérie     | 20 – 16  | Cap-Vert | Gymnase 1 du Stade des Martyrs, Kinshasa |
| 27 novembre 2024 10h00 | Makhloufi 4 | (11 – 6) | Veiga 4  | Gymnase 1 du Stade des Martyrs, Kinshasa |
| 27 novembre 2024 10h00 | ×3          |          | ×5 ×1    | Gymnase 1 du Stade des Martyrs, Kinshasa |

| 27 novembre 2024 16h00 | Congo    | 23 – 27   | Égypte | Gymnase 1 du Stade des Martyrs, Kinshasa |
| 27 novembre 2024 16h00 | Divoko 7 | (13 – 14) | Omar 9 | Gymnase 1 du Stade des Martyrs, Kinshasa |
| 27 novembre 2024 16h00 | ×3       |           | ×3     | Gymnase 1 du Stade des Martyrs, Kinshasa |

| 28 novembre 2024 13h00 | Kenya     | 20 – 37  | Congo      | Gymnase 2 du Stade des Martyrs, Kinshasa |
| 28 novembre 2024 13h00 | Muyekho 5 | (5 – 11) | Domingos 6 | Gymnase 2 du Stade des Martyrs, Kinshasa |
| 28 novembre 2024 13h00 | ×5 ×1     |          | ×4         | Gymnase 2 du Stade des Martyrs, Kinshasa |

| 28 novembre 2024 16h00 | Sénégal    | 37 – 22   | Cap-Vert | Gymnase 1 du Stade des Martyrs, Kinshasa |
| 28 novembre 2024 16h00 | Cissokho 5 | (17 – 11) | Veiga 6  | Gymnase 1 du Stade des Martyrs, Kinshasa |
| 28 novembre 2024 16h00 | ×1 ×5      |           | ×1       | Gymnase 1 du Stade des Martyrs, Kinshasa |

| 28 novembre 2024 17h00 | Égypte        | 28 – 19   | Algérie     | Gymnase 2 du Stade des Martyrs, Kinshasa |
| 28 novembre 2024 17h00 | Abdelmalek 12 | (14 – 11) | Makhloufi 8 | Gymnase 2 du Stade des Martyrs, Kinshasa |
| 28 novembre 2024 17h00 | ×3 ×1         |           | ×6 ×1       | Gymnase 2 du Stade des Martyrs, Kinshasa |

| 30 novembre 2024 14h00 | Algérie  | 17 – 24  | Congo        | Gymnase 1 du Stade des Martyrs, Kinshasa |
| 30 novembre 2024 14h00 | Betzer 4 | (9 – 12) | Diagouraga 6 | Gymnase 1 du Stade des Martyrs, Kinshasa |
| 30 novembre 2024 14h00 | ×1 ×3    |          | ×4 ×1        | Gymnase 1 du Stade des Martyrs, Kinshasa |

| 30 novembre 2024 15h00 | Cap-Vert | 34 – 26   | Kenya     | Gymnase 2 du Stade des Martyrs, Kinshasa |
| 30 novembre 2024 15h00 | Veiga 11 | (18 – 13) | Machuma 8 | Gymnase 2 du Stade des Martyrs, Kinshasa |
| 30 novembre 2024 15h00 | ×7       |           | ×6        | Gymnase 2 du Stade des Martyrs, Kinshasa |

| 30 novembre 2024 16h00 | Égypte       | 16 – 21  | Sénégal | Gymnase 1 du Stade des Martyrs, Kinshasa |
| 30 novembre 2024 16h00 | Omar, Rady 4 | (8 – 10) | Sagna 6 | Gymnase 1 du Stade des Martyrs, Kinshasa |
| 30 novembre 2024 16h00 | ×1           |          | ×1 ×2   | Gymnase 1 du Stade des Martyrs, Kinshasa |

| 1 décembre 2024 14h00 | Congo   | 25 – 21  | Cap-Vert | Gymnase 1 du Stade des Martyrs, Kinshasa |
| 1 décembre 2024 14h00 | Yimga 5 | (13 – 8) | Veiga 6  | Gymnase 1 du Stade des Martyrs, Kinshasa |
| 1 décembre 2024 14h00 | ×5 ×2   |          | ×1 ×5    | Gymnase 1 du Stade des Martyrs, Kinshasa |

| 1 décembre 2024 15h00 | Égypte   | 45 – 17  | Kenya             | Gymnase 2 du Stade des Martyrs, Kinshasa |
| 1 décembre 2024 15h00 | Khaled 9 | (24 – 6) | Achieng, Muyoka 3 | Gymnase 2 du Stade des Martyrs, Kinshasa |
| 1 décembre 2024 15h00 | ×1       |          | ×2                | Gymnase 2 du Stade des Martyrs, Kinshasa |

| 1 décembre 2024 17h00 | Sénégal  | 23 – 16  | Algérie   | Gymnase 2 du Stade des Martyrs, Kinshasa |
| 1 décembre 2024 17h00 | Dapina 7 | (13 – 9) | Derradj 6 | Gymnase 2 du Stade des Martyrs, Kinshasa |
| 1 décembre 2024 17h00 | ×5       |          | ×4        | Gymnase 2 du Stade des Martyrs, Kinshasa |

| 3 décembre 2024 15h00 | Cap-Vert   | 24 – 27   | Égypte | Gymnase 2 du Stade des Martyrs, Kinshasa |
| 3 décembre 2024 15h00 | Carvalho 5 | (11 – 16) | Omar 7 | Gymnase 2 du Stade des Martyrs, Kinshasa |
| 3 décembre 2024 15h00 | ×1         |           | ×3     | Gymnase 2 du Stade des Martyrs, Kinshasa |

| 3 décembre 2024 16h00 | Congo        | 25 – 17  | Sénégal | Gymnase 1 du Stade des Martyrs, Kinshasa |
| 3 décembre 2024 16h00 | Diagouraga 7 | (13 – 8) | Sagna 4 | Gymnase 1 du Stade des Martyrs, Kinshasa |
| 3 décembre 2024 16h00 | ×3           |          | ×1      | Gymnase 1 du Stade des Martyrs, Kinshasa |

| 3 décembre 2024 17h00 | Algérie   | 31 – 12  | Kenya     | Gymnase 2 du Stade des Martyrs, Kinshasa |
| 3 décembre 2024 17h00 | Selmani 7 | (17 – 7) | Muyekho 3 | Gymnase 2 du Stade des Martyrs, Kinshasa |
| 3 décembre 2024 17h00 | ×1        |          | ×5        | Gymnase 2 du Stade des Martyrs, Kinshasa |

### Groupe B
|   | Équipe      | Pts | J | G | N | P | Bp  | Bc  | Diff |
| - | ----------- | --- | - | - | - | - | --- | --- | ---- |
| 1 | Angola T    | 10  | 5 | 5 | 0 | 0 | 188 | 85  | 103  |
| 2 | Cameroun    | 8   | 5 | 4 | 0 | 1 | 128 | 116 | 12   |
| 3 | RD Congo PO | 6   | 5 | 3 | 0 | 2 | 133 | 123 | 10   |
| 4 | Tunisie     | 3   | 5 | 1 | 1 | 3 | 141 | 128 | 13   |
| 5 | Guinée      | 3   | 5 | 1 | 1 | 3 | 148 | 149 | -1   |
| 6 | Ouganda     | 0   | 5 | 0 | 0 | 5 | 78  | 215 | -137 |

| 27 novembre 2024 12h00 | Guinée          | 26 – 32   | Cameroun | Gymnase 1 du Stade des Martyrs, Kinshasa |
| 27 novembre 2024 12h00 | Fofana, Kanté 6 | (15 – 12) | Ateba 12 | Gymnase 1 du Stade des Martyrs, Kinshasa |
| 27 novembre 2024 12h00 | ×1              |           | ×1 ×5    | Gymnase 1 du Stade des Martyrs, Kinshasa |

| 27 novembre 2024 14h00 | Angola      | 36 – 23  | Tunisie | Gymnase 1 du Stade des Martyrs, Kinshasa |
| 27 novembre 2024 14h00 | Nenganga 10 | (18 – 7) | Aouij 5 | Gymnase 1 du Stade des Martyrs, Kinshasa |
| 27 novembre 2024 14h00 | ×1 ×4       |          | ×3      | Gymnase 1 du Stade des Martyrs, Kinshasa |

| 27 novembre 2024 19h30 | RD Congo | 38 – 11  | Ouganda          | Gymnase 1 du Stade des Martyrs, Kinshasa |
| 27 novembre 2024 19h30 | Kieny 8  | (17 – 3) | trois joueuses 2 | Gymnase 1 du Stade des Martyrs, Kinshasa |
| 27 novembre 2024 19h30 | ×4       |          | ×4               | Gymnase 1 du Stade des Martyrs, Kinshasa |

| 28 novembre 2024 14h00 | Tunisie   | 28 – 28   | Guinée     | Gymnase 1 du Stade des Martyrs, Kinshasa |
| 28 novembre 2024 14h00 | Belhadj 6 | (14 – 14) | Guirassy 7 | Gymnase 1 du Stade des Martyrs, Kinshasa |
| 28 novembre 2024 14h00 | ×4        |           | ×1 ×4      | Gymnase 1 du Stade des Martyrs, Kinshasa |

| 28 novembre 2024 15h00 | Ouganda  | 11 – 46  | Angola       | Gymnase 2 du Stade des Martyrs, Kinshasa |
| 28 novembre 2024 15h00 | Akongo 4 | (1 – 31) | Quizelete 12 | Gymnase 2 du Stade des Martyrs, Kinshasa |
| 28 novembre 2024 15h00 | ×5       |          | ×2           | Gymnase 2 du Stade des Martyrs, Kinshasa |

| 28 novembre 2024 18h00 | RD Congo        | 23 – 25   | Cameroun | Gymnase 1 du Stade des Martyrs, Kinshasa |
| 28 novembre 2024 18h00 | Mwadi-Kabamba 5 | (13 – 12) | Ateba 13 | Gymnase 1 du Stade des Martyrs, Kinshasa |
| 28 novembre 2024 18h00 | ×1 ×4           |           | ×1 ×2    | Gymnase 1 du Stade des Martyrs, Kinshasa |

| 30 novembre 2024 13h00 | Cameroun | 36 – 16  | Ouganda   | Gymnase 2 du Stade des Martyrs, Kinshasa |
| 30 novembre 2024 13h00 | Magba 6  | (17 – 6) | Nakamya 7 | Gymnase 2 du Stade des Martyrs, Kinshasa |
| 30 novembre 2024 13h00 | ×7       |          | ×1 ×3     | Gymnase 2 du Stade des Martyrs, Kinshasa |

| 30 novembre 2024 17h00 | Angola    | 35 – 22   | Guinée     | Gymnase 2 du Stade des Martyrs, Kinshasa |
| 30 novembre 2024 17h00 | Cazanga 6 | (21 – 12) | Guirassy 8 | Gymnase 2 du Stade des Martyrs, Kinshasa |
| 30 novembre 2024 17h00 | ×1 ×2     |           | ×3         | Gymnase 2 du Stade des Martyrs, Kinshasa |

| 30 novembre 2024 18h00 | Tunisie    | 23 – 25  | RD Congo  | Gymnase 1 du Stade des Martyrs, Kinshasa |
| 30 novembre 2024 18h00 | Hamrouni 6 | (8 – 11) | Mwasesa 8 | Gymnase 1 du Stade des Martyrs, Kinshasa |
| 30 novembre 2024 18h00 | ×1 ×3      |          | ×1 ×6     | Gymnase 1 du Stade des Martyrs, Kinshasa |

| 1 décembre 2024 13h00 | Ouganda  | 18 – 47 | Tunisie | Gymnase 2 du Stade des Martyrs, Kinshasa |
| 1 décembre 2024 13h00 | (6 – 26) |         |         | Gymnase 2 du Stade des Martyrs, Kinshasa |

| 1 décembre 2024 16h00 | Cameroun | 14 – 31  | Angola    | Gymnase 1 du Stade des Martyrs, Kinshasa |
| 1 décembre 2024 16h00 | Ebanga 5 | (9 – 17) | Fonseca 7 | Gymnase 1 du Stade des Martyrs, Kinshasa |
| 1 décembre 2024 16h00 | ×2       |          | ×1        | Gymnase 1 du Stade des Martyrs, Kinshasa |

| 1 décembre 2024 18h00 | Guinée     | 24 – 32   | RD Congo  | Gymnase 1 du Stade des Martyrs, Kinshasa |
| 1 décembre 2024 18h00 | Guirassy 5 | (12 – 16) | Mwasesa 8 | Gymnase 1 du Stade des Martyrs, Kinshasa |
| 1 décembre 2024 18h00 | ×2 ×6      |           | ×3        | Gymnase 1 du Stade des Martyrs, Kinshasa |

| 3 décembre 2024 13h00 | Guinée      | 48 – 22   | Ouganda | Gymnase 2 du Stade des Martyrs, Kinshasa |
| 3 décembre 2024 13h00 | S. Camara 9 | (22 – 11) | Aber 6  | Gymnase 2 du Stade des Martyrs, Kinshasa |
| 3 décembre 2024 13h00 | ×1 ×4       |           | ×7 ×1   | Gymnase 2 du Stade des Martyrs, Kinshasa |

| 3 décembre 2024 14h00 | Tunisie   | 20 – 21   | Cameroun | Gymnase 1 du Stade des Martyrs, Kinshasa |
| 3 décembre 2024 14h00 | Belhadj 7 | (13 – 12) | Ebanga 5 | Gymnase 1 du Stade des Martyrs, Kinshasa |
| 3 décembre 2024 14h00 | ×1 ×4     |           | ×4       | Gymnase 1 du Stade des Martyrs, Kinshasa |

| 3 décembre 2024 18h00 | RD Congo  | 15 – 40  | Angola    | Gymnase 1 du Stade des Martyrs, Kinshasa |
| 3 décembre 2024 18h00 | Mwasesa 4 | (9 – 21) | Kassoma 6 | Gymnase 1 du Stade des Martyrs, Kinshasa |
| 3 décembre 2024 18h00 | ×3        |          |           | Gymnase 1 du Stade des Martyrs, Kinshasa |

## Phase finale

### Tableau récapitulatif
|  | Quarts de finale | Quarts de finale |         |         | Demi-finales           | Demi-finales |  |  | Finale | Finale |
|  | Quarts de finale | Quarts de finale |         |         | Demi-finales           | Demi-finales |  |  | Finale | Finale |
|  |                  |                  |         |         |                        |              |  |  |        |        |
|  |                  |                  |         |         |                        |              |  |  |        |        |
|  |                  |                  |         |         |                        |              |  |  |        |        |
|  | Congo            | 24               |         |         |                        |              |  |  |        |        |
|  | Congo            | 24               |         |         |                        |              |  |  |        |        |
|  | Tunisie          | 28               |         |         |                        |              |  |  |        |        |
|  | Tunisie          | 28               | Tunisie | 18      |                        |              |  |  |        |        |
|  |                  |                  | Tunisie | 18      |                        |              |  |  |        |        |
|  |                  | Sénégal          | 26      |         |                        |              |  |  |        |        |
|  | Cameroun         | Sénégal          | 26      | 19      |                        |              |  |  |        |        |
|  | Cameroun         |                  |         | 19      |                        |              |  |  |        |        |
|  | Sénégal          | 26               |         |         |                        |              |  |  |        |        |
|  | Sénégal          | 26               | Sénégal | 18      |                        |              |  |  |        |        |
|  |                  |                  | Sénégal | 18      |                        |              |  |  |        |        |
|  |                  | Angola           | 27      |         |                        |              |  |  |        |        |
|  | Égypte           | Angola           | 27      | 23      |                        |              |  |  |        |        |
|  | Égypte           |                  |         | 23      |                        |              |  |  |        |        |
|  | RD Congo         | 22               |         |         |                        |              |  |  |        |        |
|  | RD Congo         | 22               | Égypte  | 22      |                        |              |  |  |        |        |
|  |                  |                  | Égypte  | 22      | Match pour la 3e place |              |  |  |        |        |
|  |                  | Angola           | 36      |         |                        |              |  |  |        |        |
|  | Angola           | Angola           | 36      | 34      |                        |              |  |  |        |        |
|  | Angola           |                  |         | 34      |                        |              |  |  |        |        |
|  | Algérie          | 15               |         | Tunisie | 25                     |              |  |  |        |        |
|  | Algérie          | 15               |         | Tunisie | 25                     |              |  |  |        |        |
|  |                  |                  |         |         |                        |              |  |  | Égypte | 22     |
|  |                  |                  |         |         |                        |              |  |  | Égypte | 22     |

### Quarts de finale
| 4 décembre 2024 11h00 | Congo        | 24 – 28   | Tunisie   | Gymnase 1 du Stade des Martyrs, Kinshasa |
| 4 décembre 2024 11h00 | Diagouraga 6 | (11 – 13) | Hachana 8 | Gymnase 1 du Stade des Martyrs, Kinshasa |
| 4 décembre 2024 11h00 | ×1 ×2        |           | ×1 ×2 ×1  | Gymnase 1 du Stade des Martyrs, Kinshasa |

| 4 décembre 2024 13h30 | Angola            | 34 – 15  | Algérie   | Gymnase 1 du Stade des Martyrs, Kinshasa |
| 4 décembre 2024 13h30 | quatre joueuses 5 | (19 – 8) | Curabec 5 | Gymnase 1 du Stade des Martyrs, Kinshasa |
| 4 décembre 2024 13h30 | ×2                |          | ×2        | Gymnase 1 du Stade des Martyrs, Kinshasa |

| 4 décembre 2024 16h00 | Cameroun | 19 – 26  | Sénégal | Gymnase 1 du Stade des Martyrs, Kinshasa |
| 4 décembre 2024 16h00 | Ateba 6  | (9 – 12) | Sagna 7 | Gymnase 1 du Stade des Martyrs, Kinshasa |
| 4 décembre 2024 16h00 | ×1       |          | ×2      | Gymnase 1 du Stade des Martyrs, Kinshasa |

| 4 décembre 2024 18h30 | Égypte            | 23 – 22   | RD Congo  | Gymnase 1 du Stade des Martyrs, Kinshasa |
| 4 décembre 2024 18h30 | quatre joueuses 4 | (11 – 11) | Mwasesa 5 | Gymnase 1 du Stade des Martyrs, Kinshasa |
| 4 décembre 2024 18h30 | ×1                |           | ×2        | Gymnase 1 du Stade des Martyrs, Kinshasa |

### Demi-finales
| 6 décembre 2024 15h30 | Tunisie        | 18 – 26  | Sénégal | Gymnase 1 du Stade des Martyrs, Kinshasa |
| 6 décembre 2024 15h30 | Ben Abdallah 5 | (9 – 13) | Sagna 9 | Gymnase 1 du Stade des Martyrs, Kinshasa |
| 6 décembre 2024 15h30 | ×1 ×2          |          | ×3      | Gymnase 1 du Stade des Martyrs, Kinshasa |

| 6 décembre 2024 18h00 | Égypte  | 22 – 36   | Angola  | Gymnase 1 du Stade des Martyrs, Kinshasa |
| 6 décembre 2024 18h00 | Ayman 5 | (11 – 17) | Paulo 7 | Gymnase 1 du Stade des Martyrs, Kinshasa |
| 6 décembre 2024 18h00 |         | ×1 ×2     |         | Gymnase 1 du Stade des Martyrs, Kinshasa |

### Match pour la3eplace
| 7 décembre 2024 16h30 | Tunisie | 25 – 22 | Égypte        | Gymnase 1 du Stade des Martyrs, Kinshasa |
| 7 décembre 2024 16h30 | Aouij 8 | (9-6)   | Rady, Osama 6 | Gymnase 1 du Stade des Martyrs, Kinshasa |
| 7 décembre 2024 16h30 | ×1 ×5   |         | ×1 ×2         | Gymnase 1 du Stade des Martyrs, Kinshasa |

### Finale
| 7 décembre 2024 19h00 | Sénégal | 18 – 27 | Angola           | Gymnase 1 du Stade des Martyrs, Kinshasa |
| 7 décembre 2024 19h00 | Sagna 6 | (8-13)  | Kassoma, Paulo 6 | Gymnase 1 du Stade des Martyrs, Kinshasa |
| 7 décembre 2024 19h00 | ×1 ×2   |         | ×2               | Gymnase 1 du Stade des Martyrs, Kinshasa |

## Matchs de classement

### Matchs de classement pour la9eplace
|  | Demi-finales de classement | Demi-finales de classement |                         |    | Match pour la 9e place | Match pour la 9e place |
|  | Demi-finales de classement | Demi-finales de classement |                         |    | Match pour la 9e place | Match pour la 9e place |
|  |                            |                            |                         |    |                        |                        |
|  |                            |                            |                         |    |                        |                        |
|  |                            |                            |                         |    |                        |                        |
|  | Kenya                      | 12                         |                         |    |                        |                        |
|  | Kenya                      | 12                         |                         |    |                        |                        |
|  | Guinée                     | 34                         |                         |    |                        |                        |
|  | Guinée                     | 34                         | Guinée                  | 31 |                        |                        |
|  |                            |                            | Guinée                  | 31 |                        |                        |
|  |                            | Cap-Vert                   | 17                      |    |                        |                        |
|  | Cap-Vert                   | Cap-Vert                   | 17                      | 34 |                        |                        |
|  | Cap-Vert                   |                            |                         | 34 |                        |                        |
|  | Ouganda                    | 32                         |                         |    |                        |                        |
|  | Ouganda                    | 32                         | Match pour la 11e place |    |                        |                        |
|  |                            |                            |                         |    |                        |                        |
|  |                            |                            |                         |    |                        |                        |
|  |                            |                            |                         |    |                        |                        |
|  | Kenya                      | 25                         |                         |    |                        |                        |
|  | Kenya                      | 25                         |                         |    |                        |                        |
|  | Ouganda                    | 34                         |                         |    |                        |                        |
|  | Ouganda                    | 34                         |                         |    |                        |                        |

Demi-finales de classement
| 4 décembre 2024 12h00 | Kenya       | 12 – 34  | Guinée      | Gymnase 2 du Stade des Martyrs, Kinshasa |
| 4 décembre 2024 12h00 | Lutengeya 5 | (5 – 22) | M. Camara 9 | Gymnase 2 du Stade des Martyrs, Kinshasa |
| 4 décembre 2024 12h00 | ×6          |          | ×3          | Gymnase 2 du Stade des Martyrs, Kinshasa |

| 4 décembre 2024 14h00 | Cap-Vert  | 34 – 32   | Ouganda    | Gymnase 2 du Stade des Martyrs, Kinshasa |
| 4 décembre 2024 14h00 | Almeida 8 | (14 – 17) | Nakamya 14 | Gymnase 2 du Stade des Martyrs, Kinshasa |
| 4 décembre 2024 14h00 | ×1        |           | ×5         | Gymnase 2 du Stade des Martyrs, Kinshasa |

Match de classement pour la 11e place
| 5 décembre 2024 16h00 | Kenya    | 25 – 34   | Ouganda         | Gymnase 2 du Stade des Martyrs, Kinshasa |
| 5 décembre 2024 16h00 | Katheu 8 | (13 – 12) | Aber, Nakamya 7 | Gymnase 2 du Stade des Martyrs, Kinshasa |
| 5 décembre 2024 16h00 | ×3       |           | ×3              | Gymnase 2 du Stade des Martyrs, Kinshasa |

Match de classement pour la 9e place
| 6 décembre 2024 13h30 | Guinée    | 31 – 17  | Cap-Vert | Gymnase 1 du Stade des Martyrs, Kinshasa |
| 6 décembre 2024 13h30 | Sankhon 6 | (19 – 8) | Veiga 4  | Gymnase 1 du Stade des Martyrs, Kinshasa |
| 6 décembre 2024 13h30 | ×3        |          | ×7       | Gymnase 1 du Stade des Martyrs, Kinshasa |

### Matchs de classement pour la5eplace
|  | Demi-finales de classement | Demi-finales de classement |                        |    | Match pour la 5e place | Match pour la 5e place |
|  | Demi-finales de classement | Demi-finales de classement |                        |    | Match pour la 5e place | Match pour la 5e place |
|  |                            |                            |                        |    |                        |                        |
|  |                            |                            |                        |    |                        |                        |
|  |                            |                            |                        |    |                        |                        |
|  | Congo                      | 19                         |                        |    |                        |                        |
|  | Congo                      | 19                         |                        |    |                        |                        |
|  | Cameroun                   | 17                         |                        |    |                        |                        |
|  | Cameroun                   | 17                         | Congo                  | 28 |                        |                        |
|  |                            |                            | Congo                  | 28 |                        |                        |
|  |                            | RD Congo                   | 30                     |    |                        |                        |
|  | RD Congo                   | RD Congo                   | 30                     | 33 |                        |                        |
|  | RD Congo                   |                            |                        | 33 |                        |                        |
|  | Algérie                    | 17                         |                        |    |                        |                        |
|  | Algérie                    | 17                         | Match pour la 7e place |    |                        |                        |
|  |                            |                            |                        |    |                        |                        |
|  |                            |                            |                        |    |                        |                        |
|  |                            |                            |                        |    |                        |                        |
|  | Cameroun                   | 29                         |                        |    |                        |                        |
|  | Cameroun                   | 29                         |                        |    |                        |                        |
|  | Algérie                    | 24                         |                        |    |                        |                        |
|  | Algérie                    | 24                         |                        |    |                        |                        |

Demi-finales de classement
| 5 décembre 2024 16h00 | Congo      | 19 – 17  | Cameroun       | Gymnase 1 du Stade des Martyrs, Kinshasa |
| 5 décembre 2024 16h00 | Ngombele 8 | (10 – 9) | Ebanga, Yuoh 3 | Gymnase 1 du Stade des Martyrs, Kinshasa |
| 5 décembre 2024 16h00 |            | ×1 ×3    |                | Gymnase 1 du Stade des Martyrs, Kinshasa |

| 5 décembre 2024 18h00 | RD Congo  | 33 – 17  | Algérie     | Gymnase 1 du Stade des Martyrs, Kinshasa |
| 5 décembre 2024 18h00 | Mwasesa 6 | (14 – 7) | Makhloufi 7 | Gymnase 1 du Stade des Martyrs, Kinshasa |
| 5 décembre 2024 18h00 | ×2        |          | ×1 ×3       | Gymnase 1 du Stade des Martyrs, Kinshasa |

Match pour la 7e place
| 6 décembre 2024 9h30 | Cameroun | 29 – 24   | Algérie     | Gymnase 1 du Stade des Martyrs, Kinshasa |
| 6 décembre 2024 9h30 | Nnomo 8  | (16 – 11) | Makhloufi 9 | Gymnase 1 du Stade des Martyrs, Kinshasa |
| 6 décembre 2024 9h30 | ×2       |           | ×2          | Gymnase 1 du Stade des Martyrs, Kinshasa |

Match pour la 5e place
| 6 décembre 2024 11h30 | Congo      | 28 – 30   | RD Congo       | Gymnase 1 du Stade des Martyrs, Kinshasa |
| 6 décembre 2024 11h30 | Ngombele 7 | (15 – 16) | six joueuses 4 | Gymnase 1 du Stade des Martyrs, Kinshasa |
| 6 décembre 2024 11h30 | ×1 ×5      |           | ×2             | Gymnase 1 du Stade des Martyrs, Kinshasa |

## Bilan

### Classement final
| Rang                        | Équipe   | Commentaire                                 |
| --------------------------- | -------- | ------------------------------------------- |
| Médaille d'or, Afrique      | Angola   | Qualifiés pour le Championnat du monde 2025 |
| Médaille d'argent, Afrique  | Sénégal  | Qualifiés pour le Championnat du monde 2025 |
| Médaille de bronze, Afrique | Tunisie  | Qualifiés pour le Championnat du monde 2025 |
| 4                           | Égypte   | Qualifiés pour le Championnat du monde 2025 |
| 5                           | RD Congo | -                                           |
| 6                           | Congo    | -                                           |
| 7                           | Cameroun | -                                           |
| 8                           | Algérie  | -                                           |
| 9                           | Guinée   | -                                           |
| 10                          | Cap-Vert | -                                           |
| 11                          | Ouganda  | -                                           |
| 12                          | Kenya    | -                                           |

### Statistiques et récompenses
L’équipe-type de la compétition est,, :
- Meilleure joueuse : Fanta Diagouraga,  Congo
- Meilleure gardienne de but : Mai Aly Gooma,  Égypte
- Meilleure ailière gauche : Laugane Pina,  RD Congo
- Meilleure arrière gauche : Soukeïna Sagna,  Sénégal
- Meilleure demi-centre : Fanta Diagouraga,  Congo
- Meilleure pivot : Albertina Kassoma,  Angola
- Meilleure arrière droite : Alexandra Shunu,  RD Congo
- Meilleure ailière droite : Natália Fonseca,  Angola

La Camerounaise Laeticia Pétronie Ateba Engadi a terminé meilleure buteuse,. Si de nombreuses sources la crédite de 36 buts, elle a plus vraisemblablement marqué 46 buts car, par exemple, Fanta Diagouraga est créditée de 39 réalisations (et 28 passes décisives) et Christianne Mwasesa (RD Congo) de 37 buts.

## Effectifs des équipes sur le podium

### Championne d'Afrique:Angola
L'effectif de l'Angola, championne d'Afrique, est composé de :
- Marta Alberto
- Vilma Nenganga
- Liliane Martins Mário
- Juliana Machado
- Dolores Palmira Rosario
- Helena Paulo
- Albertina Kassoma
- Marília Quizelete
- Natália Fonseca
- Estefania Venáncio
- Chelcia Gabriel
- Stelvia Pascoal
- Magda Cazanga
- Eliane Mota Paulo
- Azenaide Carlos
- Joana Caquinta
- Stelvia de Jesus Pascoal

Entraîneur :
- Carlos Viver (en)

### Vice-championne d'Afrique:Sénégal
L'effectif du Sénégal, vice-championne d'Afrique, est composé de :
- Khady Seck
- Doungou Camara
- Aminata Cissokho
- Elbeco Justicia
- Astou N'Diaye
- Mathita Diawara
- Marieme Ba
- Maiwenn Dasylva
- Dienaba Sy
- Marie Fall
- Raïssa Dapina
- Soda Cissé
- Sophie Kébé
- Coura Camara
- Ndèye Sène
- Soukeïna Sagna

Entraîneur :
- Yacine Messaoudi

### Médaillée de bronze:Tunisie
L'effectif de la Tunisie, médaillée de bronze, est composé de :
- Roua Bouidia
- Maroua Dhaouadi
- Fadwa Aouij
- Amal Hamrouni
- Roa Mkadem
- Mouna Jlezi
- Rakia Rezgui
- Fadia Omrani
- Nada Zelfani
- Mariem Rezgui
- Sondes Hachana
- Nour Draoui
- Oumayma Dardour
- Mayssa Ben Hassine
- Soumaya Belhadi

Entraîneur :
- Kévin Decaux